# 前川收
前川 收（まえかわ おさむ、1960年7月9日 - ）は、日本の政治家。自由民主党所属の熊本県議会議員（8期）、自由民主党熊本県支部連合会会長。
菊池市議会議員（3期）、熊本県議会議長等を歴任した。

## 経歴
菊池市立隈府小学校、菊池市立菊池北中学校、熊本県立鹿本高等学校を卒業。1981年に九州測量専門学校を卒業し、東海測量設計社に入社した。1984年には同社を退社して、有限会社キクチゴルフセンターを創立。
1988年に菊池市議会議員に初当選をして、以後3期務めた。1993年、熊本県議会に初当選。2007年には、自民党熊本県連の会長に山本秀久県議が新たに選出され、前川は新体制の中で党三役である幹事長に就任した。2014年、熊本県議会議長に就任することに伴い、県連幹事長を任期途中で退任。翌2015年には、県連幹事長に再任された。2018年、自民党熊本県連会長に就任。
2011年、熊本県森林組合連合会代表理事会長に就任。2020年には、農林中央金庫の経営管理委員に選任された。

## 政策・主張
- 川辺川ダム計画について、蒲島知事が2008年に白紙撤回したことを振り返り、「ダム建設予定地の相良村と、最大の受益地とされる人吉市、両方の首長が反対した。この地域から『ダムは駄目』と言われたら、建設を進められないのはやむを得ない判断だったと思う」とインタビューで述べている。ただし、ダムをめぐる政治責任と民意の関係については、「人命が関わる問題を民意で決めていいのか。政治家が責任を持って判断すべきではないか。全てを民意に委ねることはできない。民意は責任を取れない」として、政治の責任で治水策を進めるよう求めた。

## 人物
- サーフィンとゴルフ、音楽鑑賞が趣味[6]。